# Samuel Ferreira de Lima
Samuel Ferreira de Lima OFM (* 28. Mai 1967 in Rio de Janeiro) ist ein brasilianischer römisch-katholischer Ordensgeistlicher und Weihbischof in Manaus.

## Leben
Samuel Ferreira de Lima besuchte ab 1986 das Kleine Seminar Frei Galvão in Guaratinguetá. Dort absolvierte er die Aspirantur und das Postulat. Anschließend trat er der Ordensgemeinschaft der Franziskaner bei. Nachdem er 1988 am ordenseigenen Seminar São José in Rodeio das Noviziat absolviert hatte, legte er am 10. Januar 1989 die erste Profess ab. Anschließend studierte Samuel Ferreira de Lima Philosophie am Instituto Filosófico São Boaventura in Campo Largo und Katholische Theologie am Instituto Teológico Franciscano in Petrópolis. Im März 1993 erwarb er an der Universidade São Francisco in São Paulo ein Lizenziat im Fach Philosophie und im Dezember 1996 am Instituto Teológico Franciscano in Petrópolis einen Bacharelado im Fach Katholische Theologie. Zudem belegte er am Centro de Estudos Franciscanos e Pastorais para a América Latina (Cefepal) in Petrópolis Kurse in franziskanischer Spiritualität. Er legte am 24. September 1993 in Petrópolis die ewige Profess ab und empfing am 27. Januar 1996 in São João de Meriti durch den Erzbischof von São Paulo, Paulo Evaristo Kardinal Arns OFM, das Sakrament der Priesterweihe.
Nach der Priesterweihe war Samuel Ferreira de Lima zunächst als Missionar in Angola tätig, wo er von Juni 1997 bis Juni 1998 als Kaplan am Kloster Sagrado Coração de Jesus in Luanda wirkte und von September 1997 bis Juni 1998 Philosophie am Priesterseminar des Erzbistums Luanda lehrte. Von Juni 1998 bis Dezember 2006 war er Pfarrvikar der Missionsstation in Katepa im Bistum Malanje, geistlicher Assistent der dortigen Klarissen und Verantwortlicher für die Franziskaner mit zeitlicher Profess. Zudem fungierte er von Januar 2004 bis Dezember 2006 als Guardian und als Ökonom der dortigen Franziskaner-Kommunität. Darüber hinaus lehrte er von September 1998 bis Juli 2006 Philosophie, katholische Soziallehre und Pädagogik am Priesterseminar São José in Malanje. Außerdem gehörte er von Juni 2000 bis Dezember 2003 dem Beirat der ordenseigenen Stiftung Imaculada mãe de Deus de Angola an.
Samuel Ferreira de Lima kehrte am 7. Dezember 2006 in seine Heimat zurück, wo er im Januar 2007 Guardian, Ökonom und stellvertretender Leiter des Postulats der Franziskaner in Guaratinguetá sowie geistlicher Assistent der Klarissen und Verantwortlicher für die missionarische Evangelisierung in der dortigen Ordensprovinz wurde. Von Januar 2010 bis Dezember 2012 war er Definitor der franziskanischen Ordensprovinz Imaculada Conceição sowie von Januar 2011 bis Dezember 2018 Novizenmeister am Noviziat São José in Rodeio und geistlicher Assistent des dortigen Ordo Franciscanus Saecularis. In dieser Zeit war er zusätzlich als Pfarrvikar und schließlich als Pfarrer der Pfarrei São Francisco de Assis in Rodeio tätig. Anschließend wirkte er als Verantwortlicher für die Franziskaner mit zeitlicher Profess im Konvent São Boaventura in Campo Largo, als lokaler Verantwortlicher für die Berufungspastoral und als Krankenhausseelsorger am dortigen Hospital Nossa Senhora do Rocio. Daneben schloss er im November 2021 an der Faculdade Vicentina in Curitiba eine Spezialisierung im Fach Pädagogik ab. Ab Januar 2022 war Samuel Ferreira de Lima erneut Novizenmeister, Ökonom und Hausvikar am Noviziat São José sowie geistlicher Assistent des Ordo Franciscanus Saecularis.
Am 25. November 2024 ernannte ihn Papst Franziskus zum Titularbischof von Nasbinca und zum Weihbischof in Manaus. Der Erzbischof von Manaus, Leonardo Ulrich Kardinal Steiner OFM, spendete ihm am 1. Februar 2025 in der Kirche São Francisco de Assis in Rodeio die Bischofsweihe; Mitkonsekratoren waren der emeritierte Bischof von Barra, Luís Flávio Cappio OFM, und der Bischof von Roraima, Evaristo Pascoal Spengler OFM. Sein Wahlspruch Cumprir, com toda a alma, a vontade de Deus („Den Willen Gottes mit ganzer Seele erfüllen“) stammt aus Eph 6,6 .